# Trapelus flavimaculatus
Espèce
Statut de conservation UICN

 LC  : Préoccupation mineure
Trapelus flavimaculatus est une espèce de sauriens de la famille des Agamidae.

## Répartition
Cette espèce se rencontre en Arabie saoudite, au Yémen, en Oman, en Qatar et aux Émirats arabes unis.

## Publication originale
- Rüppell, 1835 : Neue Wirbelthiere zu der Fauna von Abyssinien gehörig, entdeckt und beschrieben. Amphibien. S. Schmerber, Frankfurt am Main.